# Luís Simões Lopes
Luís Simões Lopes (Pelotas, 2 de junho de 1903 — Rio de Janeiro, 21 de fevereiro de 1994) foi um engenheiro agrônomo e político brasileiro

## Vida pessoal
Filho de Ildefonso Simões Lopes e de Clara Sampaio (Porto Alegre, 26 de setembro de 1875 — Pelotas, 25 de março de 1912). Casou-se em primeiras núpcias, em 7 de junho de 1932, no Rio de Janeiro, com a socialite Aimée de Heeren (Aimée Sotto Mayor de Sá, seu nome de solteira), filha de Genésio de Sá Soutomayor e Julieta Sampaio Quentel, de quem se divorciou por causa do suposto caso que esta manteve com Getúlio Vargas; em segundas núpcias, casou-se em 1945, com Regina de Macedo Sampaio Quentel (nascida em São Paulo, 11 de janeiro de 1920), filha de Eduardo Sampaio Quentel e Édina de Carvalho Macedo. Teve quatro filhos com Regina Quentel Simões Lopes.
Recebeu o título de doutor honoris causa pela Universidade Federal de Pelotas em 1983. Morreu no Rio de Janeiro no dia 20 de fevereiro de 1994.

## Carreira e vida política
Em 1921, Simões Lopes iniciou seus estudos Escola Superior de Agricultura Luís de Queirós, em Piracicaba. Em 1923, se mudou para Belo Horizonte, se formando em 1924 em engenharia agrônoma na Escola Mineira de Agricultura e Veterinária. Em 1925, ingressou no Ministério da Agricultura, se tornando oficial de gabinete do Ministério.
Em 1929, em um episódio conhecido na História política do país, Luis Simões Lopes se envolveu em uma luta corporal junto ao seu pai, Ildefonso Simões Lopes, com o deputado Francisco de Souza Filho. Ildefonso atirou no deputado, levando ao seu óbito, e após julgamento, pai e filho foram absolvidos com alegação de legítima defesa.
Em 1930, após a ascensão de Vargas ao poder, Luis Simões Lopes foi nomeado oficial de gabinete da Presidência da República. Em 1936, participou da Comissão de Reforma Econômica e Financeira, e em 1937 foi nomeado diretor do então Conselho Federal do Serviço Público Civil. O Conselho Federal do Serviço Público Civil precedeu o Departamento Administrativo de Serviço Público (DASP), que foi criado por portaria de 4 de agosto de 1938. Luís Simões Lopes foi nomeado por Getúlio Vargas presidente do DASP, permanecendo no cargo até 29 de outubro de 1945, pedindo a saída do cargo quando Getúlio Vargas foi retirado do poder.
Em dezembro de 1944, assumiu o cargo de presidente da recém-criada Fundação Getúlio Vargas (FGV), que tinha o objetivo de promover a formação de pessoal qualificado para a administração pública e privada. Em 1945, após deixar a presidência do DASP, continuou na presidência da Fundação e presidiu comissões e conselhos diversos do governo. Deixou a instituição em 1992, após quarenta e oito anos à frente da instituição.
Entre 1951 e 1952, durante o segundo governo Getúlio Vargas, dirigiu a Carteira de Exportação e Importação do Banco do Brasil (CEXIM). Em 1954, foi eleito primeiro presidente do conselho de administração do Instituto Brasileiro de Administração Municipal (IBAM). Foi também, durante muitos anos, diretor da Sociedade Nacional de Agricultura, entidade que presidiu entre 1960 e 1979 e à frente da qual promoveu intenso combate às propostas de reforma agrária.
Foi também diretor do Banco Comind e de inúmeras empresas privadas.